# Dinamarca en los Juegos Olímpicos de Los Ángeles 1984
Dinamarca estuvo representada en los Juegos Olímpicos de Los Ángeles 1984 por un total de 60 deportistas que compitieron en 11 deportes.  
El portador de la bandera en la ceremonia de apertura fue el ciclista Michael Markussen.

## Medallistas
El equipo olímpico danés obtuvo las siguientes medallas:
| Nombre                                                                        | Deporte    | Competición                |
| ----------------------------------------------------------------------------- | ---------- | -------------------------- |
| Oro                                                                           |            |                            |
| —                                                                             |            |                            |
| Plata                                                                         |            |                            |
| Anne-Grethe Jensen (Marzog)                                                   | Hípica     | Doma ind.                  |
| Henning Jakobsen                                                              | Piragüismo | C1 500 m M                 |
| Ole Riber Rasmussen                                                           | Tiro       | Skeet M                    |
| Bronce                                                                        |            |                            |
| Henning Jakobsen                                                              | Piragüismo | C1 1000 m M                |
| Erik Christiansen Michael Jessen Lars Nielsen Per Rasmussen                   | Remo       | Cuatro sin timonel (M4-) M |
| Hanne Eriksen Birgitte Hanel Charlotte Koefoed Bodil Rasmussen Jette Sørensen | Remo       | Cuatro con timonel (W4+) F |